# Шахматовское сельское поселение
Шахматовское се́льское поселе́ние — муниципальное образование в Чебаркульском районе Челябинской области Российской Федерации. В рамках административно-территориального устройства муниципальное образование  соответствует административно-территориальной единице Шахматовский сельсовет.
Административный центр — деревня Шахматово.

## История
В 1960 году, на основании решения облисполкома N 230 от 30.04.1960 г. Шахматовский сельский Совет и Пустозеровский сельский Совет вошли в   Травниковский сельсовет. 
В декабре 1971 года, на основании решения Челябинского облисполкома N 560 от 16.11.1971 и Указа Президиума Верховного Совета СССР от 10.12.1971, из Травниковского сельского Совета был выделен Шахматовский сельский Совет (ГАЧО ф. р-274, оп.10, д.1365, л.102).
Статус и границы сельского поселения установлены Законом Челябинской области от 16 ноября 2004 года № 311-ЗО «О статусе и границах Чебаркульского муниципального района и сельских поселений в его составе»

## Население
| 2002  | 2010  | 2011  | 2012  | 2013  | 2014  | 2015  |
| ----- | ----- | ----- | ----- | ----- | ----- | ----- |
| 1439  | ↘1316 | ↘1314 | →1314 | ↗1335 | ↘1296 | ↘1265 |
| 2016  | 2017  | 2018  | 2019  | 2020  | 2021  |       |
| ↗1266 | ↗1294 | ↗1299 | ↘1297 | ↘1296 | ↗1297 |       |

## Состав сельского поселения
| № | Населённый пункт | Тип населённого пункта          | Население |
| - | ---------------- | ------------------------------- | --------- |
| 1 | Барановка        | деревня                         | ↘301      |
| 2 | Запивалово       | деревня                         | ↗192      |
| 3 | Кугалы           | деревня                         | ↗206      |
| 4 | Шахматово        | деревня, административный центр | ↘617      |